# بيلي لي إيفانز
بيلي لي إيفانز (بالإنجليزية: Billy Lee Evans)‏ هو محامي وسياسي أمريكي، ولد في 10 نوفمبر 1941 في تيفتون في الولايات المتحدة. نشط حزبياً في الحزب الديمقراطي. وقد انتخب عضو مجلس نواب جورجيا وانتخب عضو مجلس النواب الأمريكي.